# Lotta greco-romana ai Giochi della IX Olimpiade - Pesi medio-massimi
La competizione della categoria pesi medio-massimi (fino a 82,5 kg) di Lotta greco-romana dei Giochi della IX Olimpiade si è svolta dal 2 al 4 agosto al  Krachtsportgebouw a Amsterdam.

## Formato
Torneo con eliminazione alla seconda sconfitta. 

## Risultati
| Legenda                               | Legenda |
| ------------------------------------- | ------- |
| Lottatore senza sconfitte             |         |
| Lottatore con una sconfitta           |         |
| Lottatore con due sconfitte Eliminato |         |

### Primo Turno
| Atleta           |          | Atleta           | Ris.      |
| ---------------- | -------- | ---------------- | --------- |
| Adolf Rieger     | batte    | Ejnar Hansen     | Ai punti  |
| Robert Gaupset   | batte    | Johan Heijm      | Schienato |
| Otto Pohla       | batte    | Max Studer       | Schienato |
| Onni Pellinen    | batte    | Carl Westergren  | Ai punti  |
| Imre Szalay      | batte    | Karlis Petersons | Schienato |
| Josef Vávra      | batte    | Bela Juhasz      | Ai punti  |
| Émile Clody      | batte    | A. Sefik         | Ai punti  |
| Ibrahim Moustafa | batte    | Nicolas Appels   | Schienato |
| Jan Galuszka     | Esentato | Esentato         | Esentato  |

### Secondo turno
| Atleta           |          | Atleta         | Ris.      |
| ---------------- | -------- | -------------- | --------- |
| Ejnar Hansen     | batte    | Jan Galuszka   | Schienato |
| Adolf Rieger     | batte    | Robert Gaupset | Ai punti  |
| Johan Heijm      | batte    | Max Studer     | Schienato |
| Onni Pellinen    | batte    | Otto Pohla     | Ai punti  |
| Imre Szalay      | batte    | Josef Vávra    | Ai punti  |
| Karlis Petersons | batte    | Bela Juhasz    | Schienato |
| Nicolas Appels   | batte    | Émile Clody    | Schienato |
| Ibrahim Moustafa | batte    | A. Sefik       | Ai punti  |
| Carl Westergren  | Ritirato | Ritirato       | Ritirato  |

### Terzo turno
| Atleta           |          | Atleta           | Ris.      |
| ---------------- | -------- | ---------------- | --------- |
| Adolf Rieger     | batte    | Jan Galuszka     | Schienato |
| Ejnar Hansen     | batte    | Robert Gaupset   | Schienato |
| Otto Pohla       | batte    | Johan Heijm      | Schienato |
| Onni Pellinen    | batte    | Karlis Petersons | Schienato |
| Émile Clody      | batte    | Imre Szalay      | Ai punti  |
| Nicolas Appels   | batte    | Josef Vávra      | Schienato |
| Ibrahim Moustafa | Esentato | Esentato         | Esentato  |

### Quarto turno
| Atleta           |       | Atleta       | Ris.        |
| ---------------- | ----- | ------------ | ----------- |
| Ibrahim Moustafa | batte | Ejnar Hansen | Schienato   |
| Adolf Rieger     | batte | Otto Pohla   | Ai punti    |
| Onni Pellinen    | batte | Imre Szalay  | Schienato   |
| Nicolas Appels   | batte | Émile Clody  | Per forfait |

### Quinto turno
| Atleta           |       | Atleta         | Ris.      |
| ---------------- | ----- | -------------- | --------- |
| Adolf Rieger     | batte | Nicolas Appels | Schienato |
| Ibrahim Moustafa | batte | Onni Pellinen  | Ai punti  |

### Sesto turno
| Atleta           |       | Atleta       | Ris.     |
| ---------------- | ----- | ------------ | -------- |
| Ibrahim Moustafa | batte | Adolf Rieger | Ai punti |

## Classifica finale
| Pos.    | Atleta           | Nazione        |
| ------- | ---------------- | -------------- |
| Oro     | Ibrahim Moustafa | Egitto         |
| Argento | Adolf Rieger     | Germania       |
| Bronzo  | Onni Pellinen    | Finlandia      |
| 4       | Nicolas Appels   | Belgio         |
| 5       | Ejnar Hansen     | Danimarca      |
| 5       | Imre Szalay      | Ungheria       |
| 7       | Otto Pohla       | Estonia        |
| 8       | Robert Gaupset   | Norvegia       |
| 8       | Johan Heijm      | Paesi Bassi    |
| 8       | Karlis Petersons | Lettonia       |
| 8       | Josef Vávra      | Cecoslovacchia |
| 8       | Émile Clody      | Francia        |
| 8       | Jan Galuszka     | Polonia        |
| 14      | Max Studer       | Svizzera       |
| 14      | A. Sefik         | Turchia        |
| 14      | Bela Juhasz      | Jugoslavia     |
| 17      | Carl Westergren  | Svezia         |